# Dieter Bohlen
Dieter Bohlen (n. 7 februarie 1954, Berne, Saxonia Inferioară, în apropiere de Oldenburg) este un compozitor, cântăreț, muzician, producător, entertainer, personalitate TV și scriitor german. Bohlen este cunoscut mai ales ca membru al popularului duo de muzică pop Modern Talking.

## Biografie
În perioadele 1984-1987 și 1998-2003, Bohlen a făcut parte din duoul Modern Talking ca producător, compozitor și cântăreț. Între 1986-1989 Bohlen a fost producătorul și compozitorul reginei Disco, C.C. Catch.
După prima destrămare a formației Modern Talking în 1987 a format proiectul Blue System, unde a participat ca interpret, compozitor și producător.	
A fost în juriul Deutschland sucht den Superstar (DSDS) în sezoanele 1-6 și a marcat de mai multe hituri majore cu participanții.
Bohlen a compus, de asemenea muzică pentru multe filme germane, difuzări, emisiuni și seriale TV.	
A lansat două cărți autobiografice despre cariera sa și experiențele sale cu cântăreți. Prima carte a fost un succes fără precedent în Germania. Ambele cărți au fost lansate și în format de cărți audio.
În 2006, Bohlen a lansat un nou album, numit Dieter - Der Film, care a fost o coloana sonoră a filmului cu același nume. Vânzările globale ale lui Bohlen cu Modern Talking și Blue System au atins 125 milioane de unități, iar vânzările tuturor albumelor produse de Dieter Bohlen depășesc 165 milioane de unități.
Bohlen este singurul străin care a primit vreodată titlul „Artistul Național URSS” (în 1989).

## Discografie

### Hituri nr. 1 în Germania
| An   | Titlu                                 | Artist                          |
| ---- | ------------------------------------- | ------------------------------- |
| 1985 | You're My Heart, You're My Soul       | Modern Talking                  |
| 1985 | You Can Win If You Want               | Modern Talking                  |
| 1985 | Cheri Cheri Lady                      | Modern Talking                  |
| 1986 | Brother Louie                         | Modern Talking                  |
| 1986 | Atlantis Is Calling (S.O.S. for Love) | Modern Talking                  |
| 1986 | Midnight Lady                         | Chris Norman                    |
| 2003 | We Have a Dream                       | Deutschland sucht den Superstar |
| 2003 | Take Me Tonight                       | Alexander                       |
| 2003 | You Drive Me Crazy                    | Daniel K.                       |
| 2003 | Für dich                              | Yvonne Catterfeld               |
| 2003 | Free Like the Wind                    | Alexander                       |
| 2004 | Du hast mein Herz gebrochen           | Yvonne Catterfeld               |
| 2007 | Now or never                          | Mark Medlock                    |
| 2007 | You Can Get It                        | Mark Medlock                    |
| 2008 | Summer Love                           | Mark Medlock                    |
| 2009 | Anything but love                     | Daniel Schuhmacher              |

## Artiști cu Bohlen ca producător (selecție)
- Al Martino
- Anna Garcia Sheree
- Alexander
- Blue System
- Bonnie Tyler
- C. C. Catch
- Chris Norman
- Daniel Küblböck
- Daniel Schuhmacher
- Errol Brown
- Isabel Soares
- Les McKeown
- Lory Bianco
- Mark Medlock
- Millane Fernandez
- Modern Talking
- Nino de Angelo
- Peter Alexander
- Ricky King
- Roy Black
- Thomas Anders
- Touché
- Wildecker Herzbuben
- Yvonne Catterfeld

## Literatură

### De Bohlen
- Dieter Bohlen, Katja Kessler: Nichts als die Wahrheit, Heyne, München 2002, ISBN 3-453-86143-4
- Dieter Bohlen, Katja Kessler: Hinter den Kulissen, Blanvalet, München 2003, ISBN 3-89830-698-4
- Dieter Bohlen: Meine Hammer-Sprüche, Heyne, München 2006, ISBN 3-453-60045-2
- Dieter Bohlen: Nur die Harten kommen in den Garten! Der Weg zum Superstar, Heyne, München 2008, ISBN 978-3-453-60101-7
- Dieter Bohlen: Der Bohlenweg – Planieren statt Sanieren, Heyne 2008, ISBN 978-3-453-15535-0; also as audio by Random House Audio, spoken by Dieter Bohlen, ISBN 978-3-86604-965-9

### Despre Bohlen
- Reginald Rudorf, Frank Farian, Dieter Kaltwasser: Stupid Dieser Bohlen. Die Wahrheit und nichts als die Wahrheit über den Pop-Hochstapler, Franks Kleiner Buchverlag, Berlin 2004, ISBN 3-9809531-0-6